# Lacrosse Island
Lacrosse Island är en ö i Australien. Den ligger i delstaten Western Australia, omkring 2 300 kilometer nordost om delstatshuvudstaden Perth. Arean är 7,3 kvadratkilometer. Den sträcker sig 3,1 kilometer i nord-sydlig riktning, och 4,3 kilometer i öst-västlig riktning.
Savannklimat råder i trakten. Genomsnittlig årsnederbörd är 1 184 millimeter. Den regnigaste månaden är januari, med i genomsnitt 300 mm nederbörd, och den torraste är juli, med 2 mm nederbörd.